# Club Happiness
「Club Happiness」（クラブ ハピネス）は、久保田利伸の30枚目のシングル。2005年8月24日に、SME Recordsから発売された。

## 概要
前作「a Love Story」から4ヶ月ぶりのシングルは、テレビ朝日系ドラマ『菊次郎とさき』の主題歌。ミュージック・ビデオ監督は高田弘隆。

## 再発盤
本作と同日に、1枚目「失意のダウンタウン」から21枚目「the sound of carnival」までのシングルをマキシシングルでリサイズ発売。

## 収録曲
作詞・作曲：久保田利伸　編曲：柿崎洋一郎
1. Club Happiness[4:23]
2. Summer Sweet[4:33]
3. Club Happiness 〜Moogie Woogie Mix〜[6:33]

## 収録アルバム
- オリジナル『FOR REAL?』（2006年3月1日）

## タイアップ
- Club Happiness：テレビ朝日系ドラマ『菊次郎とさき』主題歌